# Roche (cráter)
Para el cráter de Fobos, véase Roche, el cráter de Fobos

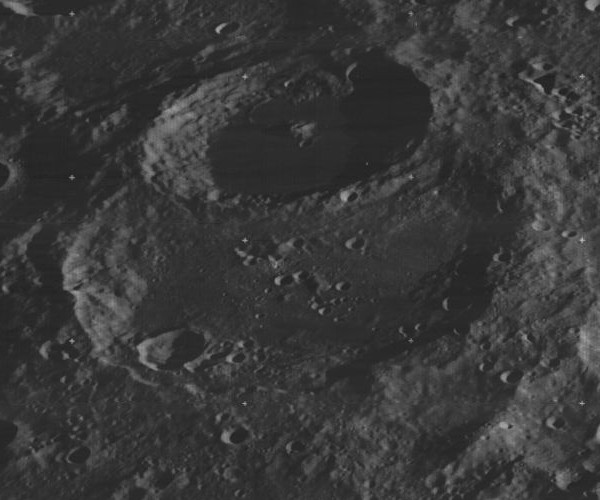
Vista oblicua desde el Lunar Orbiter 3, mirando al sur, con Pauli arriba y Roche al centro

Roche es un gran cráter de impacto perteneciente a la cara oculta de la Luna. El cráter prominente Pauli atraviesa el borde sur de Roche, y sus rampas exteriores cubren una parte del suelo interior de Roche. Al noroeste de Roche se halla el cráter Eötvös, y justo al oeste-noroeste aparece Rosseland.
|  |

El borde occidental de Roche ha sido algo distorsionado y rectificado por el efecto de otros impactos. El borde en su conjunto está desgastado y erosionado, con múltiples pequeños cráteres marcando la superficie. El cráter satélite Roche B atraviesa la pared interior noreste.
El suelo interior de Roche es relativamente plano, aunque está marcado por varios pequeños cráteres. Una agrupación de estos cráteres se encuentra cerca del punto medio. Justo al noroeste de este grupo se localiza una zona brillante de material de alto albedo. Las secciones del suelo en el lado noroeste del norte tienen un albedo más bajo que en otros sectores, generalmente una indicador del flujo de la lava basáltica similar a lo que ocupa el mar lunar. La extensión de esta mancha oscura en realidad puede ser mayor, pero puede estar parcialmente recubierta con materiales eyectados de albedo más alto.

## Cráteres satélite
Por convención estos elementos son identificados en los mapas lunares poniendo la letra en el lado del punto medio del cráter que está más cercano a Roche.
|       | \| Roche \| Coordenadas \| Diámetro \| \| ----- \| ------------------------------- \| -------- \| \| B \| 40°06′S 137°12′E / -40.1, 137.2 \| 24 km \| \| C \| 39°00′S 139°12′E / -39.0, 139.2 \| 18 km \| \| V \| 38°30′S 129°18′E / -38.5, 129.3 \| 30 km \| \| W \| 39°00′S 130°30′E / -39.0, 130.5 \| 20 km \| |          |
| Roche | Coordenadas | Diámetro |
| B     | 40°06′S 137°12′E / -40.1, 137.2 | 24 km    |
| C     | 39°00′S 139°12′E / -39.0, 139.2 | 18 km    |
| V     | 38°30′S 129°18′E / -38.5, 129.3 | 30 km    |
| W     | 39°00′S 130°30′E / -39.0, 130.5 | 20 km    |